# Csaba Köves
Dans le nom hongrois Köves Csaba, le nom de famille précède le prénom, mais cet article utilise l’ordre habituel en français Csaba Köves, où le prénom précède le nom.
Csaba Köves est un escrimeur hongrois né le 27 octobre 1966 à Budapest.

## Carrière
Csaba Köves participe à l'épreuve de sabre par équipe lors des Jeux olympiques d'été de 1992 à Barcelone et aux Jeux olympiques d'été de 1996 à Atlanta et remporte à ces deux reprises la médaille d'argent par équipe.

## Palmarès

### Jeux olympiques
- Jeux olympiques d'été de 1992 à Barcelone
  -  Médaille d'argent au sabre par équipe
- Jeux olympiques d'été de 1996 à Atlanta
  -  Médaille d'argent au sabre par équipe

### Championnats du monde
- Championnats du monde d'escrime 1990
  -  Médaille d'argent au sabre par équipe
- Championnats du monde d'escrime 1991
  -  Médaille d'or au sabre par équipe
- Championnats du monde d'escrime 1993
  -  Médaille d'or au sabre par équipe
- Championnats du monde d'escrime 1994
  -  Médaille d'argent au sabre par équipe
- Championnats du monde d'escrime 1995
  -  Médaille de bronze au sabre par équipe
- Championnats du monde d'escrime 1997
  -  Médaille de bronze au sabre par équipe

### Championnats d'Europe
- Championnats d'Europe d'escrime 1993
  -  Médaille d'argent au sabre par équipe